# مانويل باليستر
مانويل باليستر (بالإسبانية: Manuel Ballester Boix)‏ هو كيميائي وباحث إسباني، ولد في 27 يونيو 1919 في برشلونة في إسبانيا، وتوفي بنفس المكان في 5 أبريل 2005.